# دل رو بکش
دل رو بکش (به هندی: Kill Dil) فیلمی است محصول سال ۲۰۱۴ و به کارگردانی شاد علی است. در این فیلم بازیگرانی همچون گوویندا، رانویر سینگ، علی ظفر، پرینیتی چوپرا، جس باتیا، آلوک نات ایفای نقش کرده‌اند.